# Georges Holvoet

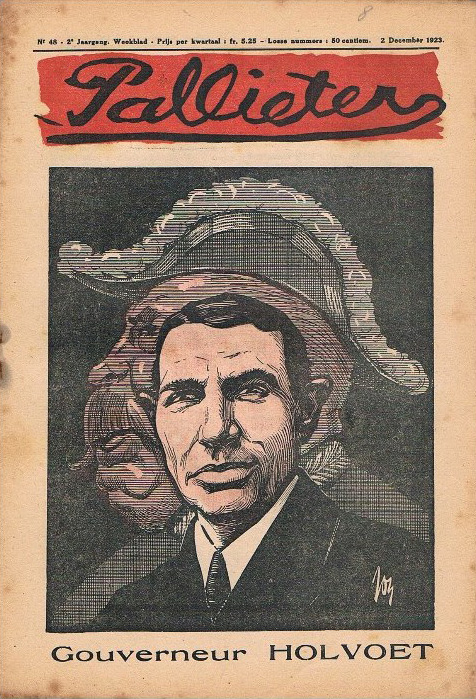
"Gouverneur Holvoet" door Jos De Swerts

jhr. Georges Joseph Lamoral Marie Ghislain Holvoet (Antwerpen, 16 augustus 1874 - Elsene, 23 april 1967) was een Belgisch magistraat, gouverneur en hofdignitaris. Hij was onder meer advocaat-generaal bij het Hof van Cassatie, gouverneur van Antwerpen en kabinetschef van prins-regent Karel.

## Biografie

### Familie
Georges Holvoet, uit een West-Vlaamse advocatenfamilie, die sinds de Hollandse Tijd tot de adel behoorde, was een achterkleinzoon van gouverneur Benoît Holvoet en een zoon van Paul Holvoet (1846-1927), voorzitter van het Hof van Cassatie, en Georgine van der Dussen de Kestergat (1851-1927). Zijn vader ontving in 1921 de bij eerstgeboorte overdraagbare titel van baron.
Hij trouwde in 1903 in Antwerpen met Gabrielle Cogels (1882-1960), dochter van baron Frédégand Cogels, senator en gouverneur van Antwerpen. Ze kregen drie zoons en een dochter.
Holvoet was een schoonbroer van baron André Slingeneyer de Goeswin, generaal-majoor.

### Studies
Holvoet promoveerde tot doctor in de rechten en volgde daarmee de familiale traditie die in 1740 was ontstaan. Hij was drietalig, en sprak naast het Frans ook vloeiend Nederlands en Duits. Dat laatste had hij geleerd tijdens zijn studie aan de universiteiten van Bonn en Heidelberg, waar hij na zijn studies aan de Université libre de Bruxelles studeerde. In Bonn was Holvoet lid van de oudste Duitse katholieke studentenvereniging, K.D.St.V. Bavaria Bonn, onderdeel van het Cartellverband der katholischen deutschen Studentenverbindungen. Hij werd later ook lid van K.A.V. Lovania Leuven, een dochtervereniging van de studentenvereniging uit Bonn.

### Magistratuur
Na het beëindigen van zijn studies werd Holvoet heel kort advocaat aan de balie van Antwerpen. Hij was magistraat van 1899 tot 1923 en was achtereenvolgens:
- 1899: substituut van de procureur des Konings bij de rechtbank van eerste aanleg in Brussel,
- 1911: procureur des Konings bij het hof van beroep in Brussel,
- 1922: advocaat-generaal bij het Hof van Cassatie.

### Gouverneur

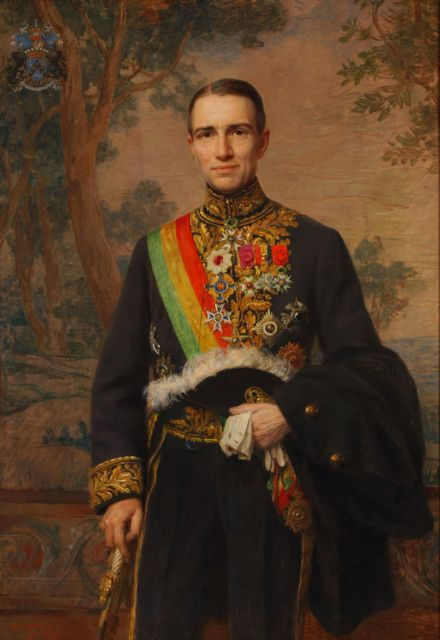
Portret van Georges Holvoet door Jozef Janssens de Varebeke

Totaal onverwacht werd hij gouverneur van de provincie Antwerpen in 1923 in opvolging van de overleden Gaston van de Werve de Schilde. Hij is dit gebleven tot 1944, ook al werd hij onrechtmatig afgezet vanaf 1940. In mei 1940 verliet hij Antwerpen en werd hij door oorlogsgouverneur Jan Grauls vervangen. In september 1940 keerde hij terug naar België en vestigde hij zich in Brussel. Op 4 september 1944 nam Holvoet het ambt weer op en bleef hij gouverneur tot aan zijn benoeming tot kabinetschef van prins Karel op 22 september 1944.
Hij was de eerste gouverneur die als bemiddelaar optrad bij sociale conflicten in de Antwerpse haven. Dat gebeurde voor het eerst tijdens de grote havenstaking van 1928. In 1929 werd Holvoet voorzitter van het Nationaal Komitieit voor de Antwerpse Haven, waarin vertegenwoordigers van arbeiders en patroons zetelden. Hij ijverde ook voor de verdere verbetering van de drinkwatervoorziening in de provincie in de schoot van de Provinciale en Intercommunale Drinkwatermaatschappij van de Provincie Antwerpen. Hij was ook voorzitter van de Intercommunale Maatschappij van de Linker Scheldeoever, die in 1932 een voetgangers- en autotunnel onder de Schelde opende.

### Overige functies
Holvoet was kabinetschef van prins-regent Karel van 1944 tot 1950.
Wegens zijn goede kennis van de Duitse taal en persoonlijke contacten heeft hij herhaaldelijk bijzondere diplomatieke opdrachten op het hoogste niveau uitgevoerd tijdens het interbellum en in de aanloop van de Tweede Wereldoorlog. Hij heeft onder andere Adolf Hitler en Benito Mussolini persoonlijk ontmoet tijdens deze diplomatieke missies.
Holvoet was in de loop van zijn carrière:
- Koninklijk commissaris voor de problemen van de grote agglomeraties,
- voorzitter van de Universitaire Stichting,
- voorzitter van het Nationaal Fonds voor Wetenschappelijk Onderzoek,
- voorzitter van het uitvoerend comité voor de Wereldtentoonstelling 1930 in Antwerpen,
- voorzitter van de Intercommunale Maatschappij van de Linker Scheldeoever,
- voorzitter van het Instituut voor Tropische Geneeskunde,
- voorzitter van de Koninklijke Academie voor Schone Kunsten van Antwerpen,
- medewerker van Revue du droit belge en Revue du droit penal.

Hij werd begraven in Dadizele.

## Titels en onderscheidingen
Holvoet was lid van de Koninklijke Vlaamse Academie van België voor Wetenschappen en Kunsten.
Hij ontving, naast de belangrijkste Belgische onderscheidingen (Grootkruis in de Kroonorde, Grootofficier in de Leopoldsorde), heel wat onderscheidingen en eretekens:
- Grootkruis in de Orde van Oranje-Nassau (Nederland),
- Orde van de Ster (Ethiopië),
- Orde van Verdienste (Chili),
- Orde van de Italiaanse Kroon (Italië),
- Grootofficier in de Orde van de Eikenkroon (Luxemburg),
- Orde van de Verlosser (Griekenland),
- Orde van de Drie Sterren (Letland),
- Orde van de Poolster (Zweden),
- Orde Polonia Restituta (Polen),
- Orde van de Ster (Roemenië),
- Legioen van Eer (Frankrijk),
- Orde van Sint-Olaf (Noorwegen),
- Orde van Christus (Portugal),
- Orde van Ismail (Egypte),
- Commandeur in de Orde van de Rijzende Zon (Japan),
- King's Medal for Courage in the Cause of Freedom (Verenigd Koninkrijk),
- Medal of Freedom (Verenigde Staten).